# アストロスケールホールディングス
株式会社アストロスケールホールディングス（Astroscale Holdings Inc.）は、日本の宇宙ベンチャー企業。スペースデブリの除去や人工衛星の寿命延長サービス等を開発している。同社はJAXAの商業デブリ除去実証プログラム（CRD2）に選定され、人工衛星ADRAS-Jは、2024年（令和6年）に非協力物体であるスペースデブリへ50mまで接近し、周回観測を成功させた。

## 沿革
- 2013年（平成25年）5月 - ASTROSCALE PTE. LTD. をシンガポールに設立[1]。
- 2015年（平成27年）2月 - 東京都墨田区に株式会社アストロスケールを連結子会社として設立[1]。
- 2017年（平成29年）3月 - イギリスにAstroscale Ltdを連結子会社として設立[1]。
- 2018年（平成30年）
  - 11月 - 東京都墨田区に合同会社アストロスケールを連結子会社として設立。シンガポールにAstroscale Singapore Pte. Ltd. を中間持株会社として設立[1]。
  - 12月 - 合同会社アストロスケールを株式会社化し、商号を株式会社アストロスケールホールディングスとする[1]。
- 2019年（平成31年）
  - 1月 - グループ再編によりグループの親会社が株式会社アストロスケールホールディングスとなる[1]。
  - 3月 - Astroscale U.S. Inc. を連結子会社としてアメリカに設立[1]。
- 2020年（令和2年）3月 - イスラエルにAstroscale Israel Ltd. を連結子会社として設立[1]。
- 2021年（令和3年）3月 - デブリ除去技術実証衛星ELSA-d打上げ成功[1]。
- 2023年（令和5年）6月 - フランスにAstroscale France SASを連結子会社として設立[1]。
- 2024年（令和6年）
  - 2月 - ADRAS-J打ち上げ成功[1]。
  - 6月5日 - 東証グロース上場。

## 事業
開発中の軌道上サービスとして以下の4事業を掲げている。
- 衛星運用終了時のデブリ化防止のための除去（EOL、End of Life）
- 既存デブリの除去（ADR、Active Debris Removal）
- 衛星の寿命延長（LEX、Life Extension）
- 故障機や物体の観測・点検（ISSA、In-situ Space Situational Awareness）

## 人工衛星

### 運用終了・運用中の人工衛星プロジェクト

#### ELSA-d
2021年3月に模擬デブリと捕獲機を結合した状態で打ち上げた。その後切り離された模擬デブリを同年8月、磁石を用いた捕獲機構で捕獲に成功した。2022年1月から自律捕獲ミッションを実施し、30mの距離を7時間維持した。2024年1月に軌道を離脱し、約3年半で大気圏に再突入する予定。

#### ADRAS-J
2024年2月に打ち上げた。4月、相対航法により観測対象となる非協力スペースデブリへの接近を開始し約50mの距離まで接近。6月19日に周回観測の実施中に姿勢の異常を検知して自律的に離脱。7月15日、非協力スペースデブリと約50mの距離を維持して360度の周回観測に成功し、撮影したスペースデブリの写真を公開した。

### 計画の進行している人工衛星プロジェクト
- ELSA-M
- COSMIC
- SBIR
- APS-R
- ADRAS-J2
- LEXI-P
- K-Program

その他、三菱電機との衛星バス共同開発や防衛関連衛星など具体化していない複数の潜在的ミッションがあることが公表されている。